# Macropsis najas
Macropsis najas är en insektsart som beskrevs av Nast 1981. Macropsis najas ingår i släktet Macropsis och familjen dvärgstritar. Inga underarter finns listade i Catalogue of Life.